# Янченко, Галина Игоревна
Галина Игоревна Янченко (род. 29 апреля 1988, Житомир)— украинский политик, общественный деятель, народный депутат Украины. Эксперт по экономическим вопросам и антикоррупционной политике . Член Национального совета по антикоррупционной политике (с 2019). Заместитель председателя фракции партии «Слуга народа» в ВРУ IX созыва. Глава комиссии ВРУ по защите прав инвесторов. Секретарь Национального инвестиционного совета при Президенте Украины. Автор социальной инициативы «Прихисток».
По версии журнала «Фокус» вошла в рейтинг «100 самых влиятельных женщин Украины 2021» под 38 номером.
В марте 2021 года вошла в топ-100 успешных женщин Украины по версии журнала НВ.

## Биография
Родилась 29 апреля 1988 года в Житомире.

### Семья
Бывший муж: Виктор Андрусив, экс-руководитель Украинского института будущего. С июня 2022 года — военнослужащий ВСУ. Дочь Афина (род. 2012), сын Аскольд (род. 2016).

### Образование
Во время учёбы в школе выиграла стипендию Программы обмена будущих лидеров (FLEX) — Future Leaders Exchange) и год проучилась в школе в Техасе, США.
Имеет два высших образования - магистр социологии (Киево-Могилянская Академия) и магистр права (КНУ им. Т. Шевченко).

### Профессиональный опыт
Профессиональную деятельность начала во время учёбы в «Киево-Могилянской академии». Первый профессиональный опыт получила, проведя маркетинговое исследование для сети заведений питания «Пузата хата». Координировала выпускников программы студенческих обменов. Позже была менеджером исследовательских и аналитических программ международной организации Pact и проектов Ялтинской европейской стратегии. Участвовала в организации 5 ежегодной встречи Ялтинской европейской стратегии в Ялте в 2008 году, форума «Зона свободной торговли для Украины», «Летнего университета YES» для молодых политиков из Украины и Европы.
Позже работала в бизнесе в области проведения социологических и маркетинговых исследований, разработки стратегических документов и проектов реформ.
С 2019 года - народный депутат Украины.

### Общественная и политическая деятельность
В 2008 году основала Киевский центр организации «Демократический Альянс». Входила в бюро партии «Демократический Альянс» в Киеве.
Активная участница Революции достоинства. Среди Героев Небесной Сотни — два близких друга Галины Янченко: Устим Голодюк и Андрей Мовчан.
С 2014 по 2015 год - депутат Киевского городского совета от «ДемАльянса» (№2 в списке). Член комиссии по вопросам градостроительства, архитектуры и землепользования. Занималась противодействием уничтожению зеленых зон, застройке детских и спортивных площадок. В 2014 году инициировала в Киевсовете ряд антикоррупционных норм, которые позже стали частью национального законодательства— например, обязанность депутатов публично декларировать конфликт интересов при рассмотрении вопросов, обнародовать свои имущественные декларации и т.д.
Глава Совета общественного контроля при Национальном антикоррупционном бюро Украины (НАБУ) с 2018 года.
Во время избирательной кампании на президентских выборах 2019 вошла в команду будущего Президента Украины Владимира Зеленского. Отвечала за антикоррупционную политику и реформу диджитализации. В январе 2019 года предложила Зеленскому создать мобильное приложение с государственными сервисами «Держава24» по аналогии с диджитал решениями в банковской сфере. Во время реализации этой реформы Михаилом Федоровым приложение получило название «Дія» .
На выборах в Верховную Раду 2019 избрана от «Слуги народа» под №5 в списке. После избрания стала заместителем председателя комитета по антикоррупционной политике в Верховной Раде. В декабре 2022 года перешла в экономический комитет Верховной Рады .
Сопредседатель группы по межпарламентским связям с ФРГ.
Заместитель председателя фракции партии «Слуга народа» в Верховной Раде Украины IX созыва.
Председатель Временной специальной комиссии Верховной Рады Украины по защите прав инвесторов.
С мая 2021 года — заместитель председателя Наблюдательного совета правительственного агентства UkraineInvest.
С января 2022 года - Секретарь Национального инвестиционного совета при Президенте Украины.

## Борьба с коррупцией
2014 — инициировала создание и стала основателем общественной инициативы «Антикоррупционный штаб Киева» по расследованию возможных злоупотреблений властью киевских чиновников. По словам Янченко, в то время город из-за коррупционных сделок терял 2-4 млрд грн ежегодно. По результатам первого же расследования удалось документально установить злоупотребление на несколько миллионов гривен на государственных тендерах при закупке питания для детей в садах и школах.
Во время каденции в Киевсовете противодействовала коррупции во власти, разоблачала коррупционные схемы с участием чиновников, боролась с незаконными застройками. Была единственной из членов земельной комиссии Киевсовета, которая голосовала против передачи земельного участка в Пуще-Водице под строительство элитного теннисного клуба соратникам тогдашнего Президента Петра Порошенко.
29 августа 2014 года провела акцию в знак солидарности с оставшимися без горячей воды киевлянами: объявила первый политический флешмоб «Ice Bucket Challenge», облилась ледяной водой возле здания КГГА и бросила вызов городскому голове Киева Виталию Кличко, олигарху Ринату Ахметову и гендиректору «Киевэнерго» Александру Фоменко.
В 2015 году Янченко вместе с другими активистами «Антикоррупционного штаба» запустили онлайн карту с информацией о всех ремонтных работах, проводимых за бюджетные средства в Киеве. Назвали её – «Антикоррупционная карта ремонтов». На момент запуска на карте было отмечено 1393 объекта жилой и социальной инфраструктуры: детских садов, школ, жилых домов.
Благодаря этому ресурсу киевляне впервые увидели, сколько средств тратится на ремонт, и узнали, что делать, если ремонт по факту не провели, хотя деньги освоили. Также благодаря проекту удалось установить недобросовестных подрядчиков, с которыми годами сотрудничали столичные власти, хотя многие из них фигурировали в уголовных процессах.
Через несколько лет «Антикоррупционная карта ремонтов» была масштабирована на всю территорию Украины, включая маленькие села. Появилась возможность увидеть информацию о заказчиках и подрядчиках, обратиться в государственные органы. Данные программа получает из электронной системы государственных закупок Prozorro, наполняется автоматически, в режиме реального времени. Жалобы рассматриваются практически мгновенно.
С «Антикоррупционной картой ремонтов» Галина Янченко была представлена в программе «Новые лидеры» (категории «Государственное управление», «Социальная защита» и «Региональные программы»).
В сентябре 2017 года Галина Янченко стала одним из инициаторов общественно-политического движения «Инициатива реальных действий», целью которого было заставить парламент отменить депутатскую неприкосновенность.
Также в 2017 году «Антикоррупционный штаб» под руководством Янченко выпустил чат-бот «Госслужащий Тарас» для помощи государственным служащим в заполнении е-деклараций. Ведь в то время НАПК, по мнению представителей Штаба, не справлялось с возложенной на него обязанностью предоставления консультаций и разъяснений по поводу правильного заполнения е-деклараций чиновников.
В 2018 году «Антикоррупционный штаб» запустил и презентовал интерактивный инструмент «Скрытые интересы», с помощью которого избиратели могли проследить возможные коррупционные связи местных депутатов. Расследование организации показало, что за предыдущий год компании, связанные с народными депутатами, получили тендеры на 4,1 миллиарда гривен. Большинство тендеров, выигранных компаниями нардепов, проводились с единственным участником, то есть даже без видимости конкуренции.
«Антикоррупционный штаб» под руководством Галины Янченко занимался контролем и мониторингом деятельности Национального агентства по предотвращению коррупции. По оценкам специалистов Штаба, в первые несколько лет после создания НАПК работало непрофессионально и неэффективно, было политически зависимым органом.
8 июня 2018 года Галину Янченко избрали председателем Совета общественного контроля НАБУ.
В апреле 2019 Галина Янченко очертила антикоррупционные планы команды избранного Президента Владимира Зеленского: отмена депутатской неприкосновенности, перезапуск антикоррупционных органов, уменьшение давления на бизнес.

## Верховная Рада
После победы «Слуги народа» на досрочных парламентских выборах 21 июля 2019 года стала народным депутатом Украины в Верховной Раде Украины IX созыва.
Ещё в качестве кандидата в народные депутаты 28 июня 2019 года, согласно меморандуму «Слуги народа» об ответственности народного депутата, обязалась голосовать лично и не использовать карточку для голосования коллег. В результате, ни разу не «кнопкодавила».
29 августа 2019 года избрана заместителем председателя фракции «Слуга народа» в парламенте.

### Законодательные инициативы
Автор десятков законодательных инициатив. В 22 законопроектах является первым автором. 7 из них — стали законами.
По инициативе Янченко первый законопроект из принятых Верховной Радой IX созыва касался изменений в Конституцию по снятию депутатской неприкосновенности. Чтобы норма заработала, также подготовила законопроект № 2237 — изменения в Уголовно-процессуальный кодекс, которыми введена упрощенная процедура расследования и привлечения депутатов к ответственности. Закон был принят и подписан Президентом в декабре 2019 года.
Также приняты в целом следующие законопроекты Янченко:
- Предложения Президента Украины к Закону «О внесении изменений в Закон Украины „О предотвращении коррупции“ по упорядочению отдельных вопросов защиты инсайдеров»: антикоррупционный закон, регулирующий создание Единого портала сообщения[60].
- Проект Закона о внесении изменений в некоторые законы Украины об усовершенствовании механизма противодействия рейдерству[61].
- Проект Закона о внесении изменений в статью 77 Основ законодательства Украины о здравоохранении (о льготах и повышении оплаты труда профессионалов с высшим немедицинским образованием, работающих в системе здравоохранения): закон, регулирующий вопросы социальной защиты работников лабораторий в государственных больницах[62].
- Проект Закона о внесении изменений в Закон Украины о Национальном агентстве Украины по выявлению, розыску и управлению активами, полученными от коррупционных и других преступлений относительно гарантий прав украинских и иностранных инвесторов[63]. По инициативе Янченко Парламент впервые за 6 лет внес изменения в профильный закон об АРМА. Этим законом была отменена монополия Нацагентства на принятие решений о продаже активов и запрещена продажа активов частных компаний и лиц до приговора суда. Таким образом были усилены гарантии на частную собственность и уничтожена одна из крупнейших рейдерских схем в Украине[64].

Целый ряд законопроектов авторства Янченко готовится ко второму чтению или же прорабатывается в профильных комитетах — экономическом, антикоррупционном, правоохранительном, аграрном и т.д.
В частности, законопроект №7508 «О внесении изменений в некоторые законодательные акты Украины об усовершенствовании механизма привлечения частных инвестиций с использованием механизма государственно-частного партнерства (ГЧП) для ускорения восстановления разрушенных войной объектов и строительства новых объектов, связанных с послевоенной перестройкой экономики Украины». Он поможет решить сразу несколько проблем во внедрении проектов ГЧП: упростит процедуры, закрепит финансовые гарантии инвесторов в законодательстве, что позволит не только восстановить разрушенную войной инфраструктуру в короткие сроки, но и дать толчок экономике Украины.

### Парламентская спецкомиссия по защите прав инвесторов
Инициировала постановление «Об образовании Временной специальной комиссии Верховной Рады по защите прав инвесторов», которое ВР 5 июня 2020 года поддержала конституционным большинством (319 голосов). В этот коллегиальный экспертный орган парламента вошли 13 депутатов, Галина Янченко возглавила ВСК.
Целью спецкомиссии является создание благоприятного инвестиционного климата в стране. Выделены два приоритетных направления работы: разработка и реформирование украинского законодательства по инвестициям и рассмотрение жалоб бизнеса.
Рассмотренные в рамках работы ВСК обращения легли в основу законодательных изменений: парламент принял 6 законов, наработанных Спецкомиссией.
Во время полномасштабной войны Спецкомиссия продолжила работать и решать проблемные вопросы бизнеса, создающего рабочие места в Украине.

### Национальный инвестиционный совет при Президенте Украины
Указом Президента Украины от 11 января 2022 года введена в состав и назначена секретарем Национального инвестиционного совета.
Несмотря на войну, в 2022 году Совет подготовил концепцию Большой агропереработки и шесть публичных инвестиционных проектов, договорившись с крупными международными страховыми компаниями по кредитованию бизнеса и страхованию военных рисков при запуске новых проектов.
Шесть инвестпроектов, наработанных Национальным инвестиционным советом, Галина Янченко представила на онлайн-форуме REBUILDING UKRAINE WITH THE PRIVATE SECTOR. Инвестсовет предложил по-новому взглянуть на аграрную отрасль и двигаться от сырьевого экспорта к глубокой переработке и созданию продукта с высокой добавленной стоимостью, что обеспечивает создание в Украине новых высокооплачиваемых рабочих мест.
Как секретарь Национального инвестиционного совета в 2022 и 2023 годах провела серию встреч и круглых столов с представителями бизнеса в разных регионах Украины и за рубежом, в частности, в Польше, Турции, Германии, США и т.д. На них обсуждались проблемы, с которыми столкнулся бизнес во время полномасштабной войны, и пути их решения.
Национальный инвестиционный совет при участии иностранных и украинских экспертов, ученых и представителей бизнеса разработал реформу государственно-частного партнёрства (ГПП), которая воплощена в поданном Галиной Янченко законопроекте № 7508. Главная цель реформы — упростить существующие процедуры в рамках ГЧП, чтобы приобщить бизнес к восстановлению страны.
Инструмент ГЧП включили в План модернизации Украины, который представили в швейцарском городе Лугано во время ежегодной конференции по реформам в Украине в июле 2022 года.
21-22 июля 2022 года Галина Янченко представила реформу ГЧП в Турции, стране, которая имеет успешный опыт в этом направлении.
В июле 2022 года секретарь Национального инвестиционного совета приняла участие в двухдневной конференции по восстановлению Украины — Ukrainian Recovery Conference.

## Прихисток
24 февраля 2022 года, в первый день полномасштабного вторжения, инициировала создание и вместе с командой волонтеров запустила социальный сервис «Прихисток». Он работает на базе сайта prykhystok.gov.ua, созданного по принципу доски объявлений, и дает возможность вынужденным переселенцам найти бесплатное жилье.
В апреле 2022 года инициатива «Прихисток» получила статус государственной программы, согласно которой правительство выплачивает владельцам жилья, приютившим вынужденных переселенцев, компенсацию стоимости коммунальных услуг.
Онлайн-платформу «Прихисток» за время её работы посетили около 4 миллионов пользователей. Более 1 миллиона украинцев нашли временное жилье благодаря инициативе.

## Награды
- 11 декабря 2020 года получила благодарность от Национальной ассоциации адвокатов Украины .
- 13 декабря 2021 года награждена почетным знаком отличия I степени Национальной ассоциации адвокатов Украины.
- В декабре 2021 года получила премию Киевской школы государственного управления имени Сергея Нижнего в качестве победителя в номинации «Лучшая бизнес-инициатива в государственной сфере»[85].
- Также в 2021 году была награждена специальным знаком отличия International Chamber of Commerce.
- 8 ноября 2022 года получила знак отличия International trade council за лидерство в развитии экономической дипломатии.
- Также получила награду от CEO Club Ukraine за защиту интересов украинского бизнеса.
- В начале 2023 года Галина Янченко была отмечена специальной наградой Министра внутренних дел Украины.